# Neferneferuaton
Ankheperure Neferneferuaton je zgodovinska osebnost Starega Egipta, za katero je večina egiptologov prepričana, da je kot faraonka vladadala pred koncem amarnskega obdobja  Osemnajste egipčanske dinastije, * ni znano, † okoli 1332 pr. n. št.
Koga je nasledila in komu je bila predhodnica še vedno ni povsem  jasno. Manetonov Epitom, zgodovinski vir iz 3. stoletja pr. n. št., omenja, da je neka Akenkeres oziroma kraljeva hči vladala Egiptu dvanajst let in en mesec. Maneto jo umešča pred faraona Rathothisa, ki je vladal devet  let, in za nekoga, za katerega so sodobni egiptologi prepričani, da je bil Tutankamon. Če se Manetovi vladavini odšteje deset let, je Neferneferuaton vladala dve leti in en mesec, kar ustreza podatku na grafitu v tebanski grobnici TT139,  na katerem se omenja Ankheperure Neferneferuaton.
Mnenja egiptologov o njeni/njegovi identiteti in spolu niso enotna. Najpogosteje jo istovetijo s Smenhkarejevo sovladarko in njegovo veliko soprogo  Meritaton ali Neferneferuaton Tašerit, četrto hčerko Ehnatona in Nefretete.